# Eu Só Queria
Eu Só Queria, é uma canção do Bonde da Stronda, lançada em 2013 pela Galerão Records. Primeiramente faz parte do álbum Feito Pras Damas em uma versão mais explicita. Mais tarde, foi lançada como primeiro single do álbum O Lado Certo da Vida Certa. O videoclipe da canção foi lançado no dia 15 de agosto de 2013, pela produtora JMCD Channel, sendo dirigido por Junior Marques.

## Sobre a canção
A canção "Eu Só Queria" primeiramente foi lançada no álbum Feito pras Damas, em uma versão explícita, em 1 de Fevereiro de 2013. Mais tarde, a canção foi regravada e lançada em uma nova versão, como o primeiro single do álbum O Lado Certo da Vida Certa, no dia 17 de agosto de 2013.

## Vídeo musical
Após estourar na Internet e nos principais canais de música com seus clipes anteriores, Bonde da Stronda voltam aos estúdios e às ruas. No dia 13 de julho de 2013, em apresentação a JMCD Channel, Mr. Thug anuncia que teriam começado as gravações de um videoclipe no topo da Barra da Tijuca, Rio de Janeiro, para a canção "Eu Só Queria". A partir de 18 de julho, Bonde da Stronda, principalmente Mr. Thug, veio postando curtos vídeos e algumas fotos em suas páginas de redes sociais das gravações e dos bastidores do videoclipe. Em 9 de agosto foi lançado um teaser de 39 segundos do clipe, anunciando também uma data para o dia 15 de agosto.
Tendo sido dirigido e editado por Junior Marques, as gravações aconteceram nas praias de Itacoatiara, em Niterói, região metropolitana do Rio de Janeiro e também na Praia de Grumari, na Barra da Tijuca. A atriz Jade Seba participou das gravações, com um ar sombrio, a musa aparece de caveira logo nas primeiras cenas do clipe. No começo do vídeo,  Mr. Thug aparece dirigindo uma Mercedes e cantando sobre escapar dos problemas. Também é feito uma homenagem a Chorão, nos primeiros segundos do clipe, Thug aparece usando a blusa com um dos símbolos preferidos do falecido vocalista do Charlie Brown Jr. Em entrevista ao O Globo, Diego fala sobre a homenagem e diz que, "Ele veio do underground e, mesmo quando as letras se tornaram mais comerciais, não perderam a poesia. O Chorão nos influencia em questão de letra e em como lidava com a mídia." Logo mais, a dupla aparece em uma festa curtindo a vida com os amigos e várias cenas do Rio de Janeiro.
O vídeo para "Eu Só Queria" foi lançado no dia 15 de Agosto de 2013 como primeiro single e vídeo do disco O Lado Certo da Vida Certa. O clipe foi destaque na página inicial do YouTube tendo alcançado mais de 200 mil acessos em seu primeiro dia e, logo mais, no segundo dia o vídeo passou de meio milhão de acessos.

## Versões
| N.º | Título                         | Duração |  |
| 1.  | "Eu Só Queria" (Explícita)     | 3:51    |  |
| 2.  | "Eu Só Queria"                 | 4:30    |  |
| 3.  | "Eu Só Queria" (Video musical) | 3:49    |  |

## Histórico de lançamento
| Região         | Data                 | Gravadora       | Formato              | Catálogo   | Referências |
| -------------- | -------------------- | --------------- | -------------------- | ---------- | ----------- |
| Brasil         | 17 de agosto de 2013 | Galerão Records | CD, Download digital |            | [ 9 ]       |
| Estados Unidos | 17 de agosto de 2013 | Galerão Records | CD, Download digital | B00EOXMQEC | [ 10 ]      |
| México         | 17 de agosto de 2013 | Galerão Records | CD, Download digital |            | [ 11 ]      |